# As Cientistas
"As Cientistas - 52 mulheres que mudaram o mundo", em inglês "Women in Science", é uma obra infanto-juvenil de Rachel Ignotofsky, publicada em 2016 pela editora Ten Speed Press nos Estados Unidos, e no Brasil pela Editora Blucher  sobre 52 mulheres notáveis nas áreas das Ciências, Tecnologias, Engenharia e Matemática (CTEM), da Antiguidade aos nossos dias e de diversas nacionalidades. O livro esteve muitas semanas na lista de bestsellers do The New York Times, tendo sido vendidas cerca de 15.000 cópias até Agosto de 2017.
A obra proporciona uma versão mais humana do próprio mundo da Ciência. As ilustrações permitem recrear a ambiência e a personalidade das mulheres retratadas.
O prefácio à edição portuguesa dá conta da relevância da tradução e adaptação dada ao prelo pela Bertrand, em 2018, que conta com o apoio da  Comissão para a Cidadania e a Igualdade de Género (CIG) pois inscreve-se na missão e valores defendidos pela CIG e  «Para ultrapassar os limites impostos por este projecto editorial, que obrigavam à selecção de apenas duas cientistas portuguesas, contámos com o precioso contributo da Associação Portuguesa de Mulheres Cientistas (AMONET)».
A versão em língua portuguesa conta com duas cientistas portuguesas, Branca Edmée Marques e Elvira Fortunato, para além das restantes cinquenta  presentes na edição original. Ada Lovelace, Wang Zhenyi e Hertha Marks Ayrton são algumas das cientistas retratadas na obra, agora disponível em português.